# Füleki Városi Könyvtár
A Füleki Városi Könyvtár a szlovákiai Fülek település Vigadó épületében működik.

## Az épület
Eklektikus stílusban épült a 19. század végén, ma a város közösségi életének egyik meghatározó és központi színtere. Az évek során működött már benne népiskola, kaszinó, fogadó, egyesületek és iparosok találkozóhelye, Nógrádi Múzeum és Könyvtár is, Jelenleg a Városi Honismereti Múzeumnak és a Városi Könyvtárnak ad helyet.
Az épület rekonstrukcióját 2010-2011-ben az Európai Unió finanszírozta a Regionális Operációs Programon keresztül.

## Foglalkozások
A könyvtár munkatársai gyakran rendeznek foglalkozásokat a helyi alapiskolák növendékeinek, de tartottak itt már szemináriumokat, előadásokat, könyvbemutatókat és beszélgetéseket is.